# Adrienne Martelli
Adrienne Martelli (Glendale, 3 dicembre 1987) è una canottiera statunitense.
Ha partecipato ai Giochi di Londra 2012, dove ha vinto la medaglia di bronzo nel quattro di coppia, e di Rio de Janeiro 2016.